# Capo Cervo
Le Capo Cervo (également connu dans la zone sous le nom de Capo Mimosa)  est une colline située en Italie, dans la province d'Imperia, au bord de la mer Ligure. Il se trouve sur le territoire de la commune de Cervo, un village situé sur la colline, entre les stations balnéaires voisines, Andora et San Bartolomeo al Mare.
Le Capo Cervo est connu pour être l'ascension (61 m. s.n.m.) de la course cycliste Milan-San Remo, située à environ 45 km de l'arrivée. Il est le deuxième des trois capi, entre le Capo Mele (67 m. s.n.m.) et le Capo Berta (132 m. s.n.m.). Les autres montées, après le trois capi, en direction Sanremo, écartent la Route Nationale n. 1 Aurelia et ils s'appellent la Cipressa (239 m. s.n.m.) et il Poggio (164 m. s.n.m.), prenant les noms des deux villages qui se trouvent à ses sommets.